# Freda Dowie
| Freda Dowie                               | Freda Dowie                                           |
| Kattints az alábbi külső linkek egyikére! | Kattints az alábbi külső linkek egyikére!             |
| ----------------------------------------- | ----------------------------------------------------- |
| Nem található szabad kép.(?)              |                                                       |
| külső link · jogvédett                    | Képe a „Kisvárosi gyilkosságok” tévésorozat honlapján |

Freda Dowie (Carlisle, Cumbria megye, Anglia, 1928. július 22. – 2019. augusztus 10.) angol színésznő.

## Fontosabb filmjei
- Subterfuge (1968)
- Ómen (The Omen) (1976)
- Én, Claudius (I, Claudius) (1976, tv-film)
- Távoli hangok, csendélet (Distant Voices, Still Lives) (1988)
- Egy titkos ügynök magánélete (Goldeneye) (1989, tv-film)
- A narancs nem az egyetlen gyümölcs (Oranges Are Not the Only Fruit) (1989, tv-film)
- The Monk (1990)
- A pillangó csókja (Butterfly Kiss) (1995)
- Lidércfény (Jude) (1996)
- Black Eyes (1996)
- Édes almabor Rosie-val (Cider with Rosie) (1998, tv-film)
- Az aranygyapjú (Jason and the Argonauts) (2000, tv-film)
- Törvényen kívül (Outside the Rules) (2002, tv-film)
- Halál a papi rendben (Death in Holy Orders) (2003, tv-film)
- Hideg csontok (Fragile) (2005)
- Kisvárosi gyilkosságok (Midsomer Murders), 2007, tévésorozat